# Isla Vista (Kalifornija)
Isla Vista je naseljeno područje za statističke svrhe u američkoj saveznoj državi Kalifornija. Prema popisu stanovništva iz 2010. u njemu je živjelo 23.096 stanovnika.